# Несмачний Андрій Миколайович
Андрі́й Микола́йович Несма́чний (нар. 28 лютого 1979, Брянськ, Росія) — український футболіст. В минулому захисник «Динамо» Київ та збірної України. У національній збірній дебютував 26 квітня 2000 року у матчі Болгарія — Україна. Один з найсильніших лівих оборонців українського футболу за всі роки. Учасник чемпіонату світу з футболу 2006.
Вихованець Сімферопольського училища Олімпійського резерву. До «Динамо» вихованця сімферопольського футболу запросили у 16-річному віці. У вищій лізі першу гру провів 18 червня 1998 року — проти «Металурга» (Донецьк).
Несмачний належить до всесвітньої релігійної організації Свідки Єгови, тому, наприклад, не тримає руки на серці під час виконання гімну України та не співає його слів. «…наша релігія не дозволяє нам возвеличувати будь-кого, а тим більше прапор чи гімн, чи тримати руку на серці. Уся честь і слава належить Богу, тобто Єгові…»
У березні 2009 року заявив про завершення кар'єри у національній збірній — гравець пояснив це тим, що хоче більше часу приділяти сім'ї і зосередиться на виступах за клуб.
За досягнення високих спортивних результатів на чемпіонаті світу 2006 в Німеччині нагороджений орденом «За мужність» III ступеня.
У червні 2011 завершив футбольну кар'єру. Невдовзі став експертом програми «Профутбол» на телеканалі «2+2».

## Титули та досягнення
- Чемпіон України: 2000, 2001, 2003, 2004, 2007, 2009
- Кубок України: 2000, 2003, 2005, 2006, 2007
- Суперкубок України: 2004
- учасник чемпіонату світу з футболу: 2006